# Anwar Ali
Anwar Ali (Rurka Kalan, 24 settembre 1984) è un allenatore di calcio ed ex calciatore indiano, di ruolo difensore. Vice allenatore del Delhi.

## Caratteristiche tecniche
È un difensore centrale.

## Carriera

### Club
Comincia a giocare nel JCT. Nel 2009 passa al Dempo. Nel 2010 si trasferisce al Mohun Bagan. Nel 2012 si trasferisce allo United Sikkim. Nel 2013 passa al Mumbai. Nell'estate 2014 viene acquistato dal Delhi Dynamos. Nel gennaio 2015 viene ceduto in prestito al Mohun Bagan. Rientrato dal prestito, gioca per sei mesi con il Delhi Dynamos. Nel gennaio 2016 viene prestato al Mumbai. Il 7 luglio 2016 viene acquistato dal Mumbai City. L'11 dicembre 2016 viene ufficializzata la sua cessione in prestito all'East Bengal.

### Nazionale
Ha debuttato in nazionale il 24 maggio 2008, nell'amichevole India-Taipei cinese (3-0). Ha partecipato, con la nazionale, alla Coppa d'Asia 2011. Ha collezionato in totale, con la maglia della Nazionale, 33 presenze.

## Statistiche

### Cronologia presenze e reti in nazionale
| Cronologia completa delle presenze e delle reti in nazionale ― India | Cronologia completa delle presenze e delle reti in nazionale ― India | Cronologia completa delle presenze e delle reti in nazionale ― India | Cronologia completa delle presenze e delle reti in nazionale ― India | Cronologia completa delle presenze e delle reti in nazionale ― India | Cronologia completa delle presenze e delle reti in nazionale ― India | Cronologia completa delle presenze e delle reti in nazionale ― India | Cronologia completa delle presenze e delle reti in nazionale ― India |
| Data                                                                 | Città                                                                | In casa                                                              | Risultato                                                            | Ospiti                                                               | Competizione                                                         | Reti                                                                 | Note                                                                 |
| -------------------------------------------------------------------- | -------------------------------------------------------------------- | -------------------------------------------------------------------- | -------------------------------------------------------------------- | -------------------------------------------------------------------- | -------------------------------------------------------------------- | -------------------------------------------------------------------- | -------------------------------------------------------------------- |
| 30-07-2008                                                           | Hyderabad                                                            | India                                                                | 1 – 0                                                                | Afghanistan                                                          | AFC Challenge Cup 2008 - 1º turno                                    | -                                                                    |                                                                      |
| 01-08-2008                                                           | Hyderabad                                                            | Tagikistan                                                           | 1 – 1                                                                | India                                                                | AFC Challenge Cup 2008 - 1º turno                                    | -                                                                    |                                                                      |
| 03-08-2008                                                           | Hyderabad                                                            | Turkmenistan                                                         | 1 – 2                                                                | India                                                                | AFC Challenge Cup 2008 - 1º turno                                    | -                                                                    | 24’                                                                  |
| 07-08-2008                                                           | Hyderabad                                                            | India                                                                | 1 – 0                                                                | Birmania                                                             | AFC Challenge Cup 2008 - Semifinale                                  | -                                                                    |                                                                      |
| 13-08-2008                                                           | Nuova Delhi                                                          | India                                                                | 4 – 1                                                                | Tagikistan                                                           | AFC Challenge Cup 2008 - Finale                                      | -                                                                    |                                                                      |
| 14-01-2009                                                           | Hong Kong                                                            | Hong Kong                                                            | 2 – 1                                                                | India                                                                | Amichevole                                                           | -                                                                    |                                                                      |
| 19-08-2009                                                           | Nuova Delhi                                                          | India                                                                | 0 – 1                                                                | Libano                                                               | Nehru Cup 2009 - 1º turno                                            | -                                                                    | 78’                                                                  |
| 23-08-2009                                                           | Nuova Delhi                                                          | India                                                                | 2 – 1                                                                | Kirghizistan                                                         | Nehru Cup 2009 - 1º turno                                            | -                                                                    |                                                                      |
| 26-08-2009                                                           | Nuova Delhi                                                          | India                                                                | 3 – 1                                                                | Sri Lanka                                                            | Nehru Cup 2009 - 1º turno                                            | -                                                                    |                                                                      |
| 29-08-2009                                                           | Nuova Delhi                                                          | India                                                                | 0 – 1                                                                | Siria                                                                | Nehru Cup 2009 - 1º turno                                            | -                                                                    |                                                                      |
| 31-08-2009                                                           | Nuova Delhi                                                          | India                                                                | 1 – 1                                                                | Siria                                                                | Nehru Cup 2009 - Finale                                              | -                                                                    |                                                                      |
| 10-01-2011                                                           | Doha                                                                 | India                                                                | 0 – 4                                                                | Australia                                                            | Coppa d'Asia 2011 - 1º turno                                         | -                                                                    |                                                                      |
| 14-01-2011                                                           | Doha                                                                 | Bahrein                                                              | 5 – 2                                                                | India                                                                | Coppa d'Asia 2011 - 1º turno                                         | -                                                                    |                                                                      |
| 18-01-2011                                                           | Doha                                                                 | Corea del Sud                                                        | 4 – 1                                                                | India                                                                | Coppa d'Asia 2011 - 1º turno                                         | -                                                                    |                                                                      |
| 23-03-2011                                                           | Kuala Lumpur                                                         | Pakistan                                                             | 1 – 3                                                                | India                                                                | AFC Challenge Cup 2011 - 1º turno                                    | -                                                                    |                                                                      |
| 25-03-2011                                                           | Kuala Lumpur                                                         | Turkmenistan                                                         | 1 – 1                                                                | India                                                                | AFC Challenge Cup 2011 - 1º turno                                    | -                                                                    |                                                                      |
| Totale                                                               |                                                                      | Presenze                                                             | 16                                                                   |                                                                      | Reti                                                                 | 0                                                                    |                                                                      |

## Palmarès

### Club

#### Competizioni nazionali
- I-League 2nd Division: 1

United Sikkim: 2012